# ولادیمیر فاورسکی
ولادیمیر فاورسکی (روسی: Владимир Андреевич Фаворский؛ ۱۴ مارس ۱۸۸۶ – ۲۹ دسامبر ۱۹۶۴) یک قلم‌زن، و نقاش اهل امپراتوری روسیه بود.